# بسام يمين
بسام يمين وزير للطاقة والمياه في الحكومة اللبنانية عام 2005.

## تعليمه
حاصل على درجة الدكتوراه في التمويل من جامعة شيكاغو وشهادتي البكالوريوس والماجستير من جامعة لويولا ماريماونت.

## حياته العملية
عضو ممثلاً شركة أن سي أتش فنتشرز ويشغل منصب الرئيس التنفيذي لشركة إكسيلسا القابضة للتنمية، . قبل تأسيس إكسيلسا في عام 2013، قام بتطوير بنك كريدي سويس في منطقة الشرق الأوسط على مدى ست سنوات من خلال موقعه كرئيس تنفيذي مشارك لمنطقة الشرق الأوسط وشمال أفريقيا. وهو مؤسس شركة عودة السعودية وشغل منصب الرئيس التنفيذي فيها وأدار أعمال الاستثمارات المصرفية في المنطقة لمجموعة عودة سردار. كما شغل منصب عضو مجلس الإدارة والمدير العام لليبنانون انفست، وهو أول مصرف إستثماري في لبنان، ونائب رئيس مجلس إدارة شركة ليبانون إنفست فنتشر القابضة. وكما ذكر انه في عام 2005، عين وزيراً للطاقة والمياه في الحكومة اللبنانية.